# Auguste Sérieyx
Auguste Sérieyx, de son nom complet Auguste Jean Marie Charles Sérieyx, est un pédagogue, musicographe et compositeur français, né à Amiens le 14 juin 1865 et mort à Montreux le 19 février 1949.

## Biographie
Auguste Sérieyx, musicographe et compositeur d'origine française étudie à Paris au Conservatoire avec André Gedalge et ensuite à la Schola Cantorum avec Charles Bordes, Paul Dukas et Vincent d'Indy, pour y enseigner ensuite la composition (1900-1914). En 1883 déjà, il note dans son journal intime: « La musique tient une place de plus en plus grande dans mes préoccupations ». Il découvre particulièrement Tchaïkovski, Liszt et Saint-Saëns. En 1905, il épouse la pianiste Jeanne Taravant, interprète recherchée des musiciens de son temps, en particulier de la musique de piano de Debussy. C'est elle notamment qui a contribué à l'introduction de Sérieyx dans la vie musicale parisienne de l'époque. La même année, Sérieyx entreprend un voyage en Suisse ; il visite Bulle, Montreux, l'abbaye de Saint-Maurice et il assiste en compagnie d'Albert Roussel à la fête des vignerons.
Installé à Montreux depuis 1914, Auguste Sérieyx enseigne à l'Institut Ribaupierre. Plusieurs musiciens locaux suivent à cette époque son enseignement, tels que Carlo Boller, Aloÿs Fornerod, Philippe Jules Godard et Fernand Maudon. Sérieyx a également occupé un poste de maître de chapelle à l'église de Villeneuve. Avec Guy de Lioncourt il est l'assistant de Vincent d'Indy à la Schola Cantorum où il édite et collabore à son Cours de composition musicale publié en 1902 à partir des notes de cours des années 1897 et 1898. Le 11 juin 1920, son épouse décède ; il lui dédiera son Cours de grammaire musicale qui paraîtra cinq ans plus tard. En 1931, le 26 juillet, eut lieu le mariage d'Auguste Sérieyx avec Marie-Louise Bouët. Comme son mari, Marie-Louise a consacré toute sa vie à l'enseignement du langage musical.
Très attaché à la foi catholique, Sérieyx a voué le plus profond de son inspiration à la musique liturgique. Il a signé notamment un recueil de 24 motets sur des textes de l'Imitation de Jésus-Christ, des messes, des pièces d'orgue, des cantiques. Il a restauré d'anciennes monodies liturgiques et composé Nazareth, mystère pour soli, chœur et orchestre. Sérieyx laisse de la musique de piano et quelques pages de musique de chambre dont une sonate pour violon et piano. Auteur de plusieurs mélodies pour chant et piano, il a porté une grande attention au choix de ses textes. Parmi les écrivains et poètes qu'il a mis en musique, citons Alexandre Duman, Victor Hugo, Édouard Guinand, Georges Audigier et Jean Richepin, sans compter les traductions personnelles de textes latins. En novembre 1972, le Département de la musique de la Bibliothèque cantonale et universitaire de Lausanne enrichissait ses collections d'archives musicales de l'œuvre du compositeur, professeur et théoricien Auguste Sérieyx.

## Publications
- Les Trois états de la tonalité, Paris, 1910
- Cours de grammaire musicale, Paris, 1925
- Monteverdi et Franck, Genève, 1946

## Sources
- « Auguste Sérieyx », sur la base de données des personnalités vaudoises sur la plateforme « Patrinum » de la Bibliothèque cantonale et universitaire de Lausanne.
- J.-L. Matthey, Inventaire du fonds musical Auguste Serieyx, Lausanne, 1974